# Bukken-Bruse
|  | For det norske vandfly "Bukken Bruse" som forulykkede i 1948, se Bukken Bruse-ulykken |
M/F Bukken-Bruse (oprindeligt Bukke-Bruse) er en færge, som blev bygget i 1961 på Bergens Mekaniske Verksted for Brødrene Wilhelmsen og sat ind på forskellige færgeruter i Bergen frem til 1980. Herefter blev den solgt til Ravnsborg Færgefart og indsat på ruten Fejø-Kragenæs. Her sejlede den indtil 2002, hvor den blev erstattet af Christine og blev oplagt i Vesterby.
I 2003 blev Bukken-Bruse  solgt til en privatperson og fik hjemsted i København. Den har siden skiftet ejer flere gange og er siden 2007, efter en større renovation, blevet anvendt som husbåd. Bukken-Bruse er nu hjemmehørende i Københavns Havn og er i modsætning til de fleste husbåde fortsat fuldt sødygtig.

## Specifikationer
Bukken-Bruse er 38 m lang og 10 m bred. Den har en bruttotonnage på 379 registerton. Den har en Deutz 4SA 6 cylinders dieselmotor. Som færge havde den plads til 25 personbiler og 300 passagerer.